# Музей Ситамати
Музей Ситамати (яп. 下町風俗資料館 Ситамати фу:дзоку сирё:кан, Музей уклада жизни Нижнего города) — токийский краеведческий музей, расположенный на берегу пруда Синобадзу на территории парка Уэно в специальном районе Тайто. Музей показывает жизнь обычных небогатых горожан Нижнего города Токио в периоды Мэйдзи и Тайсё. Здесь экспонируются не только бытовая утварь, но также смоделированы фасады тогдашних домов и магазинчиков, воссоздано внутреннее убранство домов.

## Предпосылки создания
Во времена активного расширения Эдо город разделился на две части: северо-западная часть находилась на возвышении, там же был построен замок Эдо, вокруг которого обосновались поместья знатных вельмож; в юго-восточной же части, которая находилась ниже, проживали ремесленники и торговцы. Эту часть и прозвали Нижним городом. Население Нижнего города быстро росло, активно строились деревянные одноэтажные многожильцовые дома, которые очень плотно прилегали друг к другу и оставляли лишь узкие проулки между собой. Такое расположение было крайне уязвимо перед пожарами. И в 1923 году во время Великого землетрясения в Канто Нижний город был практически полностью уничтожен. Свой разрушительный след оставила и Вторая мировая война. После войны страна, и в особенности её столица, начала развиваться стремительными темпами, и поэтому прежний Нижний город стал застраиваться современными многоэтажными домами. Особенно активной застройке способствовало проведение в 1964 году Летних олимпийских игр в Токио. В таких условиях для мелких деревянных домов места не осталось, и быт тех времён заменила суета большого города. Чтобы сохранить для потомков и показать условия жизни Нижнего города времён Мэйдзи и Тайсё и был в 1980 году создан музей Ситамати.

## Экспозиции
На первом этаже реконструирован небольшой участок улочки Нижнего города в натуральную величину. Здесь можно увидеть лавку, торгующую обувью гэта и дзори, магазинчик сладостей, кузницу, а также жилую комнату. Всё убранство этих помещений соответствует реалиям периода Тайсё до Великого землетрясения. Также экспозиция несколько изменяется в зависимости от времени года — то есть в музей можно приходить в разные времена года и узнавать, как менялся быт людей в разные времена года. Примечательно, что почти все вещи для этой экспозиции добровольно приносили обычные люди.
На втором этаже выставлены предметы быта того времени: орудия труда, кухонная утварь, игрушки и другие предметы обихода. Также можно посмотреть сохранившиеся фотографии мест тех времён. Однажды музею даже пожертвовали небольшую баню (сэнто) того периода. Экспонаты также меняются в зависимости от времени года.